# Герб Смоланду
Герб Смоланду (швед. Smålands vapen) — символ історичної провінції (ландскапу) Смоланд.
Також використовується як елемент символів сучасних адміністративно-територіальних утворень ленів Кальмар і Крунуберг.

## Історія
Герб ландскапу відомий з опису похорону короля Густава Вази 1560 року.
Спершу представляв у золотому полі червоний арбалет і троянди. Але при коронації Югана ІІІ 1569 року з герба було вилучено троянди і додано лева.

## Опис (блазон)
У золотому полі спинається червоний лев із синім озброєнням і тримає в передніх лапах червоний арбалет із чорним луком і срібним наконечником.

## Зміст
Герб ландскапу може увінчуватися герцогською короною.